# Isländische Billie-Jean-King-Cup-Mannschaft
Die isländische Billie-Jean-King-Cup-Mannschaft ist die Tennisnationalmannschaft von Island, die im Billie Jean King Cup eingesetzt wird. Der Billie Jean King Cup (bis 1995 Federation Cup, 1996 bis 2020 Fed Cup) ist der wichtigste Wettbewerb für Nationalmannschaften im Damentennis, analog dem Davis Cup bei den Herren.

## Geschichte
1996 nahm Island erstmals am Billie Jean King Cup teil. Das bisher beste Ergebnis war ein Sieg gegen Simbabwe im Jahr 2008 in der Europa-/Afrika-Zone III.

## Bekannte Spielerinnen der Mannschaft
- Iris Staub